# 2025년 세계 육상 선수권 대회
2025년 세계 육상 선수권 대회는 2025년 9월 13일부터 9월 21일까지 일본의 도쿄에서 열릴 예정인 제20회 세계 육상 선수권 대회이다.

## 경기장
도쿄 국립경기장(国立競技場)에서 개폐회식 및 경기가 진행되며 약 4만여명의 관중을 수용할 계획이다.